# Orlando Yorio
Orlando Yorio, ali tudi  Orlando Virgilio Yorio (izg.: Orlando Virgilio Jorijo), argentinski jezuitski duhovnik, akademik in dobrodelnik, * 20. december 1932, Buenos Aires, Argentina, † 9. avgust 2000, Montevideo, Urugvaj.

## Življenjepis
Yorio je sprva študiral pravo na Buenosaireški univerzi (Universidad de Buenos Aires) in leta 1955 prekinil študij, da bi vstopil v Družbo Jezusovo. Nato je študiral humanistiko v Argentinski Kordovi, čilskem Santiagu in Buenosaireškem San Miguelu ter 1961 dosegel licenciat iz filozofije, 1967 pa licenciat iz teologije in poučeval na teološki fakulteti v San Miguelu. Bil je sodelavec revije Strómata, organa osvobodilne teologije.
Po besedah pisatelja Roberta Baschettija  je bil Yorio član »Gibanja duhovnikov za tretji svet« (Movimiento de Sacerdotes para el Tercer Mundo) in tako kot Baschetti tudi on navdušen peronist.

## Delo z najrevnejšimi

### Odhod na delo v barakarskem naselju
Med študijem je spoznal Franca Jaliča in Luisa Durona, s katerima se je z dovoljenjem in pooblastilom redovnih in škofijskih predstojnikov odpravil na delo v najrevnejše buenosaireško barakarsko naselje (Villa miseria)  Bajo Flores, kjer so odprli posebno jezuitsko hišo in skupnost.
Njihov predpostavljeni je bil takratni provincijal argentinskih jezuitov in poznejši papež Frančišek – Jorge Mario Bergoglio.
Po besedah Marine Rubinove so vsi trije jezuitski duhovniki zaradi kočljivih in nevarnih razmer in tudi zaradi nerazumevanja s strani predstojnikov že leto dni poprej zaprosili za premestitev k salezijanskemu škofu Raspantiju v Morónsko škofijo; Raspanti pa je želel sprejeti takrat le enega duhovnika, in to je bil Luis Dourrón. Kot je Bergoglio izjavil leta 1979, sta bila Jorio in Durón 19. marca 1976 izgnana iz reda, potem ko je bila februarja istega leta uradno razpuščena njihova majhna skupnost v Bajo Floresu; Jaliča to ni prizadelo, ker je že imel večne zaobljube. Po Jorijevi navedbi je zvedel o svoji izključitvi iz reda 20. maja 1976 šele od Jaliča, ki je bil na obisku pri vrhovnem jezuitskem generalu Arrupeju v Rimu poleti 1977 in v zvezi s tem obstaja več nejasnosti.

### Ugrabitev in Jezusova molitev
1974 se je torej Franz Jalics z dvema jezuitskima tovarišema - Orlandom Jorijem in Luisom Dourrónom - preselil v barakarsko naselje "Bajo Flores", da bi delil življenje z najrevnejšimi, kar so storili z dovoljenjem svojih nadrejenih, ki sta bila takratni buenosaireški nadškof Juan Carlos Aramburu in jezuitski provincijal Jorge Mario Bergoglio. Maja 1976 je desničarska vojaška hunta izvedla državni udar, ker se je šušljalo o možni marksistični revoluciji. Kljub Bergoljevemu opozorilu, da morajo nemudoma zapustiti barakarsko naselje in nepričakovani razpustitvi skupnosti - sta se Jalics in Yorio zaradi nujnih dejavnosti obotavljala. Medtem so ju ugrabili marinci: Franca kot domnevnega ruskega vohuna, saj so bili njegovi predniki po poreklu iz Ukrajine v Sovjetski zvezi; Orlanda pa so imeli kot zagovornika osvobodilne teologije za levičarskega terorista. Po petih dneh so sicer ugotovili, da nista izvajala nobenih nasilnih protivladnih dejavnosti in jima obljubili izpustitev, vendar so ju pridržali še več kot pet mesecev z zvezanimi udi in vrečami čez glavo. Olajšava je bila le v tem, da sta prvi teden imela roke zvezane na hrbtu, odtlej pa spredaj, kar je bilo vsaj za spoznanje manj mučno; najhujša muka pa je bila, da sta zaman vsake naslednje sobote pričakovala osvoboditev.
To obdobje je odločilno vplivalo na Jorijevo in Jaličevo nadaljnje življenje: tukajšnje izkušnje so Jaliča spodbudile na razvoj premišljevalnih duhovnih vaj, ki so od takrat postale vir povezanosti z Bogom za cele rodove: »Že leta molimo Jezusovo molitev. Zdaj, v teh petih mesecih, sem lahko preizkusil, kaj v praksi pomeni ne obupati v tako ranljivih razmerah, ampak biti pozoren na Božjo navzočnost.« Pozneje sta zvedela, da sta od šest tisoč ljudi, ki so jih tistikrat odpeljali "odredi smrti", preživela le onadva; svojo rešitev sta pripisovala prav tej stalni molitvi in vdanosti v Božjo voljo. 
Med opravljanjem karitativne dejavnosti v najrevnejši buenosaireški soseski 1976 med Umazano vojno so namreč ta dva jezuita ugrabili mornariški pripadniki odredov smrti, ju odpeljali v neznano smer in ju imeli ujeta skoraj pol leta.
Jorija in Jaliča je 23. maja 1976 skupaj s šestimi drugimi farnimi sodelavci ugrabilo 300 do zob oboroženih vojakov. Zakrili so jima oči s kapuco, jima roke zvezali na hrbtu in ju vrgli na tla, da sta se skoraj zadušila in se potem komaj premikala. Po petih dneh v tem mučnem položaju so ju odpeljali v hišo, kjer so jima zvezali roke spredaj, da bi se lažje gibala. Ugrabitelji so jima rekli, da so se prepričali o njuni nedolžnosti in da ju bodo konec tedna izpustili, do česar pa ni in ni prišlo. Teden se je začenjal poln tesnobe in strahu, a proti soboti se je zbujalo upanje – ki pa se je vedno znova izjalovilo. Skozi pet mesecev sta ostala vklenjena in oslepljena med jokom in obupom, a sta vendar molila zlasti za ugrabitelje, pa tudi premišljevala o smislu življenja. Drugih svojih ugrabljenih sodelavcev nista nikoli več videla; pozneje sta zvedela, da so "izginili".
Seveda nista mogla niti slutiti - kar je prišlo na dan šele veliko pozneje - da su ju imeli zaprta nedaleč od mesta njunega delovanja - celo v istem barakarskem naselju, vendar v imenitni palači ki pa je služila kot zapor in mučilnica. Pisno je bil o tem obveščen tudi jezuitski vrhovni predstojnik v Rimu, general Pedro Arrupe. Verjetno je usodno vplivala na njuno ugrabitev tudi odtegnitev podpore s strani svojega reda, saj sta bila Jorio in Duron tik pred tragičnimi dogodki izgnana iz reda od predstojnika Bergoglia, ne da bi za to vedela - in sta potem tudi zapustila Družbo Jezusovo; Jalič je ostal jezuit, ker ga zaradi njegovih večnih zaobljub iz družbe ni bilo mogoče izključiti. Postal pa je - tudi zaradi odtegnitve podpore s strani škofije - neprostovoljen "clericus vagus", in se ni mogel zaradi neugodnega predstojnikovega poročila v Južni Ameriki nikjer inkardinirati; končno je le uspel pripotovati k rodni sestri v Cleveland v ZDA, kamor se je njegova številna družina umaknila pred komučnističnim pritiskom z Madžarske.
Jorio je bil v ugodnejšem položaju kot domačin in je dobil možnost postati škofijski duhovnik, kar je ostal vse do svoje smrti 2000. Pozneje mu je bila ponujena možnost vrnitve, vendar je z Duronom zaradi hude prizadetosti nista več izkoristila, ampak sta delovala kot škofijska duhovnika. Iz nevarnih razmer ju je skušal rešiti kljub neugodnemu predstojnikovemu poročilu o njima salezijanski škof Raspanti, ki je pred vladavino vojaške hunte kljub tveganju in drugačnemu osebnemu prepričanju skril takorekoč pod svoj plašč že nekaj duhovnikov. Tam - v njegovi škofijski palači - se jih huntini izsledniki niso upali iskati; ni mu pa tega uspelo z Jaličem in Jorijem, ker so ju ugrabili že 23. maja 1976. Ta škof je bil do vseh duhovnikov in pastoralnih delavcev, tudi do tistih, ki se zaradi bolj svobodomiselnih pogledov z njimi ni stinjal, saj je bil kljub sledenju in izvajanju koncilskih smernic bolj konservativno usmerjen - kot skrbna koklja, ki zavaruje vsa svoja piščeta s svojimi krili ne glede na njihovo različno barvo. Glede dveh jezuitov pri tem ni bil uspešen, čeprav je poskušal tudi v tem zapletenem primeru samega sebe postavljajoč v nevarnost.

### Obžalovanje, zamera in sprava
Argentinska škofovska konferenca - na čelu s poznejšim papežem Frančiškom, - je pozneje prosila za odpuščanje in izrazila obžalovanje zaradi morebitnih opustitev, ko bi morda lahko bolj zaščitila ali zmanjšala izginotje okoli 30 tisočev ljudi, od katerih so bili nekateri - tudi kleriki in župnijski sodelavci - mučeni in usmrčeni.
15. aprila 2005 je odvetnik za človekove pravice v zvezi s temi tragičnimi dogodki vložil kazensko ovadbo proti kardinalu Jorgeju Bergolju, tedanjemu buenosaireškemu nadškofu, ki je 2013 postal papež Frančišek. Obtožil ga je kot takratnega predstojnika argentinskih jezuitov, češ da je bil vpleten v ugrabitev.
Že v jubilejnem svetem letu 2000 je torej Jalič iz srca odpustil svojemu takratnemu nadrejenemu, kasnejšemu papežu Frančišku, ki menda v času ugrabitve ni storil vsega, da bi razjasnil in osvobodil Franca Jaliča in njegova tovariša in sodelavca pri nehvaležnem delu Durona in Jorija. 2023 je papež Frančišek ob obisku Budimpešte o tem podrobneje spregovoril s svojimi jezuitskimi sobrati na Madžarskem: »Rad bi dodal, da so bile razmere v Argentini, ko je vojska ujela Jálicsa in Yorija, zmedene; sploh ni bilo jasno, kaj storiti. Storil sem, kar sem čutil, da moram storiti, da bi ju zaščitil. Bila je zelo boleča zadeva.«
Ni podatkov, ali se je po letu 1976 Jorio sploh še kdaj srečal s svojim takratnim provincijalom - najbrž ne. Bergoglio namreč po nekaterih navedbah 1976 ni le podpiral vojaške hunte, temveč je imel z njo tudi neposredno dejavno povezavo, kar je privedlo do prijetij, zapiranj, mučenj in izginotij katoliških duhovnikov in laikov – zagovornikov osvobodilne teologije. Medtem ko sta bila duhovnika Francisco Jalics in Orlando Yorio pet mesecev pozneje izpuščena, je šest drugih z njihovo župnijo povezanih sodelavcev kratkomalo "izginilo". V zvezi s temi dogodki je 2005 varuhinja človekovih pravic Myriam Bregman vložila kazensko ovadbo zoper kardinala Bergolja zaradi suma o povezanosti z ugrabitvijo jezuitskih duhovnikov; nekaj let pozneje pa so ga tudi preživeli obtožili sokrivde pri ugrabitvi duhovnikov ter šestih pogrešanih faranov, med katerimi so bili štirje veroučitelji. Po izpustitvi je tudi Yorio obtožil Bergoglia, da je njih osmero izročil odredom smrti; medtem ko Jalics obtožbe iz samote nemškega samostana ni želel komentirati. 
Po izgonu iz Argentine 1976 se je v poznejšem pogovoru z generalom Družbe Jezusove Jalič domnevno odločil uničiti vso dokumentacijo, ki se je nanašala na ovaduha, ki je izdal hunti njega in sojetnika Jorija - ki pa je do konca življenja glede tega obtoževal Bergolja; Jalič pa ga ni hotel nikoli in na noben način razkrinkati; v tem smislu lahko razumemo njegove različne izjave, ki se med seboj vedno ne ujemajo.

### Moški ali ženska?
Spor je potekal glede nasprotujočih si stališč v zvezi z obtožbo, ujetjem in izgonom jezuitov Jaliča in Jorija. Onadva sta trdila, da sta šla v barakarsko naselje z dovoljenjem svojega redovnega kot tudi škofijskega predpostavljenega in da jima je Bergoljo ob menjavi oblasti odrekel tako pravico maševanja kot ostajanja v redu, ter ju sam prijavil oblastem, češ da sta povezana s komunističnimi prevratniškimi gverilci; nagovoril je tudi druge škofe, da ju ne smejo inkardinirati oziroma sprejeti v svojo škofijo. Po drugi strani pa je Bergoljo zanikal, da bi ju prijavil in trdil, da sta onadva na svojo roko in brez predstojniškega pooblastila odšla delat med reveže, kamor nista spadala ter da nista upoštevala njegovih navodil, ko ju je kot redovni predstojnik hotel izvleči odondod. Pozneje Jalič v svojem drugem sporočilu za javnost ob Bergoljevi izvolitvi za papeža Frančiška navaja (dodano v oglatem oklepaju, kar je nenavadno), da ju je izdala vojaški hunti njuna nekdanja sodelavka in katehistinja, ki se je pridružila gverilcem in so jo oblasti kmalu nato ujele, katere ime pa je v izjavi zamolčano.
Zadeva se je dolgo vlekla. 15. marca 2013 pa je oče Jalics ob izvolitvi svojega nekdanjega predstojnika, ki je kot papež prevzel njegovo ime Franc, podal javno izjavo, v kateri je opisal, kako sta se leta pozneje z Bergoljem (ko je bil buenosaireški nadškof) ponovno srečala v svetem letu 2000 in že takrat somaševala ter dala lep zgled odpuščanja in sprave vsem, ki se znajdejo krivično prizadeti v podobnih okoliščinah:
| Nemški izvirnik | Slovenski prevod |
| --- | --- |
| Ich bin mit den Geschehnissen versöhnt und betrachte sie meinerseits als abgeschlossen. Ich wünsche Papst Franziskus Gottes reichen Segen für sein Amt. Wie ich in meiner früheren Erklärung deutlich gemacht habe, sind wir wegen einer Katechetin verhaftet worden, die zuerst mit uns zusammenarbeitete und später in die Guerilla eintrat [aufgrund eines Übersetzungsfehlers wurde sie in der vorigen Erklärung als Mann bezeichnet]. | Z dogodki sem se sprijaznil in jih smatram – kar se mene tiče – za končane. Papežu Frančišku želim obilen Božji blagoslov za njegovo delo. Kot sem že v prejšnji izjavi jasno povedal, so nas aretirali zaradi katehistinje, ki je sprva sodelovala z nami, kasneje pa se je pridružila gverilcem [zaradi napake v prevodu je bila v prejšnji izjavi označena kot moški]. |

Drugo podobno sporočilo za javnost je prav tako izdala nemška jezuitska provinca teden dni pozneje, torej 20. marca 2013.
Ne glede na ti nenavadni in nasprotujoči si Jaličevi sporočili za javnost ob papeževi izvolitvi 2013 pa obstajajo od njega neodvisna prejšnja poročila in viri, ki nedvoumno navajajo, da je imel odločilno vlogo s cerkvene strani moški, ki ga prepoznavajo kot njegovega in drugih jezuitov takratnega argentinskega predstojnika. O tem sta se razpisala zlasti časnikarja in zgodovinarja Verbitsky in Sire

### Nadaljnje delovanje
O usodi ugrabljenih jezuitov je pisal tudi časnikar Horacio Verbitsky, ki je pisal tudi o argentinskem obdobju papeža Frančiška, kakor tudi o njegovi vlogi v Umazani vojni.
Ko so marinci 23. maja 1976 ugrabila Yoria in Jalicsa, je Dourrónu uspelo pobegniti. Prišel je namreč s kolesom blizu »njihove« hiše v barakarskem naselju, ko ga je ustavila policija z obrazložitvijo, da ne more noter, ker tam poteka preiskava. Ni šel naprej, ampak se je obrnil, ne da bi enkrat samkrat pogledal nazaj, ter mu je tako uspelo pobegniti pred ugrabitvijo. 
Izpustili so ju 23. oktobra 1976. Dva dni po izpustu je Yorio na škofovski konferenci predložil prvo poročilo, v katerem je opisal svoje mučenje. (Legajo No 6328). Naslednji dan ga je Bergoglio obiskal pri materi, da bi uredil njegovo premestitev v zvezi z inkardinacijo k škofu Jorgu Novaku. Pod zaščito nunciature je Bergoglio oskrbel Joriju potrebne dokumente.
Verbit Jorge Novak SVD, škof na novo ustanovljene škofije Quilmes, je Joriju potem pomagal zapustiti državo. Skoraj osem let je nato ostal v Rimu, kjer je študiral cerkveno pravo. Bergoglio se je zavzemal za njegov sprejem v Papeški latinskoameriški zavod "Pius" (Pio Latino) in vpis na Gregoriano. Po navedbi Horacija Verbitskega je 24. novembra 1977 poslal dolgo poročilo namestniku vrhovnega generala Družbe Jezusove očetu Mouru, v katerem je izražal svojo zmedenost in nejevoljo zaradi krivične izključitve iz reda.
Po vrnitvi v Argentino se je Yorio prijavil »Nacionalni komisiji za izgnane osebe« (»Comisión Nacional sobre la Desaparición de Personas«). V Quilmeški škofiji je opravljal različne službe, dokler ni bil imenovan za župnika v Berazateguiju. Tukaj je postal tudi prvi profesor na »Quilmeškemu središču modroslovne in bogoslovne študije« (Centro de Estudios Filosóficos y Teológicos de Quilmes CEFITEQ). Od leta 1994 je sodeloval v »Skrbi za reveže« ("Opción por los pobres"). 
Nasprotniki pa so mu bili nevoščljivi zaradi uspehov in priljubljenosti med ljudstvom - ali pa je verjetno preveč vedel o delovanju oziroma nedelovanju visokih državnih in cerkvenih oseb med vladavino vojaške hunte - pa ga niti tukaj niso pustili pri miru, ampak so mu začeli groziti s smrtjo. Tako se je zopet moral seliti, tokrat v urugvajsko Nadškofijo Montvideo, kjer je postal župnik v župniji Sv. Bernardke.

## Smrt in spomin

### Smrt
Orlando Yorio je umrl 9. avgusta 2000 zaradi srčnega zastoja.

### Spomin
Na 12. obletnico njegove smrti so njegovo žaro prenesli v »Quilmeško središče za modroslovne in bogoslovne študije«.

### Film
O jezuitskem duhovniku Yoriu obstaja dokumentarni film z naslovom: "Si callan gritarán las piedras. En busca de Orlando Yorio" (»Če bodo ti molčali, bodo kričali kamni. V iskanju Orlanda Yoria.«)
V njem je del Yoriove izjave iz leta 1985 in posneto pričevanje tistih, ki so bili priče Yoriovi ugrabitvi. Omenja tudi druge izginule člane skupine v „Bajo Flores“, povezane z Yoriom. Dokumentarni film sta izdelali skupina „Orlando Yorio Memory Group“ in medverska skupina „Patricka Ricea“. Ta dokumentarni film je objavljen na YouTube 2021 in sicer v španščini, portugalščini, angleščini, italijanščini, francoščini in nemščini, ter je imel (v španščini) do 2025 17 tisoč ogledov.

## Knjige

### Njegove
(špansko)
- ORLANDO YORIO Desde los Pobres a todos A partir de los documentos de la Iglesia el Padre Orlando Yorio responde preguntas de la vida de un Pueblo

### O njem
(špansko)
- Orlando Yorio Su huella en corazón del pueblo escrito por Madilene da Costa